# 2001년 벤쿠버 국제 영화제
제20회 벤쿠버 국제 영화제는 2001년 9월 27일에 열린 시상식이다.

## 수상 및 후보

### 에어캐나다상
- 약속 - B.Z. Goldberg, Justine Shapiro, Carlos Bolado 수상

### 페더럴익스프레스상
- Obaachan’s Garden - Linda Ohama 수상

### 로저상
- 미러 이미지 - 샤오 야 췐 수상